# Lista de episódios de Ministério do Tempo
Ministério do Tempo foi uma série de televisão portuguesa de ficção histórica e fantasia produzida pela Iniziomedia Audiovisuais, Just Up e Veralia Contenidos Audiovisuales para a RTP1. Foi protagonizada por Mariana Monteiro, João Craveiro e Sisley Dias. O seu argumento gira em torno de uma repartição secreta do governo português cujos agentes viajam no tempo com o objectivo de impedir que a História de Portugal seja alterada. É uma adaptação da série espanhola El Ministerio del Tiempo, exibida pela TVE.
A sua primeira temporada estreou a 2 de janeiro de 2017 e terminou a 29 de maio de 2017, com 21 episódios. Uma segunda temporada, de 13 episódios, chegou a ser encomendada, mas acabou por ser cancelada.

## Temporadas
| Temporada | Temporada | Episódios | Exibição em Portugal | Exibição em Portugal |
| Temporada | Temporada | Episódios | Estreia              | Final                |
| --------- | --------- | --------- | -------------------- | -------------------- |
|           | 1         | 21        | 2 de janeiro de 2017 | 29 de maio de 2017   |

### 1ª Temporada
| # | ## | Título                       | Exibição em Portugal    | Audiência    | Audiência | Audiência |
| # | ## | Título                       | Exibição em Portugal    | Espectadores | Share     | Rating    |
| --- | -- | ---------------------------- | ----------------------- | ------------ | --------- | --------- |
| 1 | 1  | "O Tempo É o Que É"          | 2 de janeiro de 2017    | 551 000      | 11,5%     | 5,8%      |
| Amélia, Tiago e Afonso descobrem que dois cavaleiros medievais espanhóis assaltaram uma livraria portuguesa e levaram documentação relativa à crise de 1383-85. Rapidamente percebem que a vitória de Aljubarrota está em perigo. Salvador envia a sua nova patrulha intertemporal para 1384. O objectivo é simples: garantir que a história não muda. Que Portugal vence a batalha de Aljubarrota e continua como um país independente até aos dias de hoje. |    |                              |                         |              |           |           |
| 2 | 2  | "Tempo de Glória"            | 9 de janeiro de 2017    | 427 500      | 8,9%      | 4,5%      |
| Ernesto recebe um fax enviado de 1553 por Antão Teles de Menezes, agente do Ministério, que revela a lista de passageiros da Nau de São Bento. Nela devia constar o nome de Luís Vaz de Camões, mas, por alguma razão ainda desconhecida, a história foi alterada. Se nada for feito, o grande poeta morrerá antes de chegar à Índia. E de escrever a sua grande obra, Os Lusíadas. |    |                              |                         |              |           |           |
| 3 | 3  | "Como se Reescreve o Tempo"  | 16 de janeiro de 2017   | 513 000      | 12,1%     | 5,4%      |
| Salvador recebe as notícias de um encontro secreto entre Salazar e Hitler e teme que este desvio histórico tenha consequências graves, já que Himmler tinha sido o único alto cargo alemão da época a visitar Portugal. Tiago, Afonso e Amélia descobrem que o que os alemães procuram é, afinal, uma porta do tempo clandestina situada numa cela do Convento de Cristo e que o objetivo de Hitler é ganhar o controlo das portas. A patrulha segue para 1940 com a missão de localizar e inutilizar a porta e de impedir a assinatura do acordo entre Salazar e Hitler. Por qualquer meio necessário. |    |                              |                         |              |           |           |
| 4 | 4  | "Uma Negociação a Tempo"     | 23 de janeiro de 2017   | 503 500      | 10,6%     | 5,3%      |
| Salvador está em choque. Recebe uma visita de um advogado americano, de seu nome Stein. Não só conseguiu descobrir a existência, e a morada, do Ministério do Tempo, como ameaça colocar a organização em tribunal. O motivo: Stein representa o rabino Levy, que em 1492 revelou as portas do tempo a D. João II. Como, anos mais tarde, o rabino acabou queimado na fogueira da Inquisição, Stein reclama uma indemnização de 100 milhões de euros ou vai contar ao mundo inteiro tudo o que sabe sobre o maior segredo do Estado Português. |    |                              |                         |              |           |           |
| 5 | 5  | "Qualquer Tempo Passado"     | 30 de janeiro de 2017   | 465 500      | 9,4%      | 4,9%      |
| O caso é grave. Alguém roubou o manuscrito original do livro “Mensagem”, de Fernando Pessoa. Consciente da importância da obra para a literatura portuguesa, Salvador decide enviar a sua melhor patrulha a 1934... e acaba por descobrir que há mais gente do que se pensava a conseguir viajar no tempo. E a querer mudar a História. |    |                              |                         |              |           |           |
| 6 | 6  | "Tempo de Patifes"           | 6 de fevereiro de 2017  | 446 500      | 9,2%      | 4,7%      |
| Viseu, 2016. Numas escavações arqueológicas, datadas do séc. XV, dois arqueólogos encontram o mais inacreditável objeto: um moderníssimo telemóvel, perdido há mais de quinhentos anos! O Ministério do Tempo é de imediato alertado. Em poucas horas descobrem o dono do telemóvel. Nada mais do que o famoso burlão Ricardo de Deus que, em 2016, desviou milhões de euros a clientes inocentes, tendo fugido sem deixar rasto para o Século XV. Durante a Missão a Patrulha terá ,também, de salvar Gil Vicente. |    |                              |                         |              |           |           |
| 7 | 7  | "Tempo de Vingança"          | 13 de fevereiro de 2017 | 446 500      | 9,4%      | 4,7%      |
| Armando Névoa foge da prisão do Século XI e decide vingar-se de Salvador voltando no tempo para evitar a criação do Ministério. A Patrulha é enviada ao passado para parar Névoa e salvar Filipa de Lencastre a sua Mãe e aia de serem mortas. |    |                              |                         |              |           |           |
| 8 | 8  | "Lenda do Tempo"             | 20 de fevereiro de 2017 | 456 000      | 9,5%      | 4,8%      |
| A Patrulha investiga uma súbita mudança no póster do filme O Pai Tirano e tenta desvendar quem anda a apoderar-se de obras de Helena Vieira da Silva para as vendar em 2016. |    |                              |                         |              |           |           |
| 9 | 9  | "Tempo de Lenda"             | 27 de fevereiro de 2017 | 418 000      | 9,1%      | 4,4%      |
| 1128, São Mamede. Gonçalo Mendes da Maia, o famoso Lidador, um dos mais importantes nobres de D. Afonso Henriques, luta bravamente contra inimigos castelhanos, sem se aperceber que é filmado à distância por dois homens do futuro. Ao aperceber-se da presença de estranhos distrai-se e é morto por um Castelhano antes de tempo. Salvador convoca Afonso e Amélia. Tem uma missão nova para eles. Descobriram o túmulo do Lidador, durante umas escavações arqueológicas... Só que as análises de ADN provam que as ossadas que lá estão depositadas não são do cavaleiro medieval. Há que partir imediatamente para 1139, nas vésperas da batalha de Ourique, e perceber o que aconteceu. |    |                              |                         |              |           |           |
| 10 | 10 | "Tempo Nas Suas Mãos"        | 6 de março de 2017      | 437 000      | 9,3%      | 4,6%      |
| Lisboa, 1981. O agente da polícia judiciária, Júlio Mendes, conhecido pela alcunha de Pacino, está a interrogar os seus informadores no Casal Ventoso quando recebe um pedido de ajuda pelo rádio do carro. Depois de uma breve luta, Pacino é vencido e cai no chão, sem reação. Assiste, impotente, ao assassinato da mãe solteira. E, tal como sabia que ia acontecer, vê o assassino desaparecer para dentro de um armário. Com o coração nas mãos, Pacino segue-o. Entra no armário... e dá com ele num mundo estranho. Onde as televisões são quase tão finas como papel e a seleção nacional de futebol parece ter conseguido feitos inimagináveis em 1981. |    |                              |                         |              |           |           |
| 11 | 11 | "Tempo dos Maias"            | 13 de março de 2017     | 399 000      | 8,5%      | 4,2%      |
| Dois Americanos compram o manuscrito original do livro “Os Maias”, de Eça de Queirós pelo que a patrulha deverá recuperar o manuscrito e evitar que Eça se torne dramaturgo. Durante a missão é descoberta a existência de portas portáteis. Enquanto isso Mafalda Torres é secretamente libertada... |    |                              |                         |              |           |           |
| 12 | 12 | "Tempo do Mosteiro"          | 20 de março de 2017     | 437 000      | 9,1%      | 4,6%      |
| No Natal do ano de 1807, Napoleão Bonaparte teve que passar a noite no Forte da Graça. No mesmo Forte a tropas napoleónicas tinham apresionado a três homens: um padre e dois portugueses acusados de espiar os movimentos franceses na zona. Segundo a história, aa intervencão da Irmã Maria de Santa Teresinha convenceu o Imperador a perdoar a vida aos três homens… Mas chegam notícias ao Ministério de que a Irmã morreu antes de tempo. A morte destas três pessoas não seria tão determinante, se um deles não fosse Rodolfo Maia, antepassado de Capitão Salgueiro Maia herói do 25 de Abril. Se a história muda e Napoleão os manda executar, Salgueiro Maia não nascerá. O problema é encontrar alguém que possa fazer-se passar pela Irmã… E a elegida é a Maria dos Prazeres, a secretaria. |    |                              |                         |              |           |           |
| 13 | 13 | "Um Vírus De Outro Tempo"    | 27 de março de 2017     | 437 000      | 8,9%      | 4,6%      |
| Em Lisboa no ano de 1918, Irene tem a missão de impedir que Beatriz Costa, ainda criança, perca a voz. É bem-sucedida mas uma perigosa epidemia assola Portugal nesse ano. São milhares os infetados e os mortos. Ainda antes de voltar a 2016, Irene percebe que está infetada. Em 2016, Susana não se conforma ao receber a notícia de que a sua namorada está presa em 1918, durante a mais mortífera epidemia do século XX. Contrariando os conselhos de todos os que a rodeiam, ordena que Irene seja trazida para o século XXI mesmo que ao fazê-lo esteja a correr o risco de infetar o mundo moderno com um perigoso vírus para o qual nunca se encontrou cura. Os médicos do Ministério do Tempo confirmam rapidamente a doença. Trata-se da gripe espanhola. Apesar dos esforços de Susana e da equipa médica, Irene não melhora e a infeção espalha-se pelo Ministério do Tempo. É decretado um período de quarentena e o número de doentes começa a aumentar exponencialmente, entre os quais se contam Afonso, Humberto e Fernando Pessoa. Susana apenas consegue pensar em Irene. Ernesto não lhe perdoa e secretamente informa Salvador do que se está a passar. Entretanto, Pacino descobre que o médico do Ministério do Tempo está a aproveitar a vinda do vírus para o século XX de uma forma terrível. Amélia tenta ajudar os doentes assim como Maria dos Prazeres, que pouco pode fazer, enquanto vê as pessoas de quem gosta agonizar. Tal como no passado, a gripe espanhola vai causar vítimas no século XXI. |    |                              |                         |              |           |           |
| 14 | 14 | "Tempo de Magia"             | 3 de abril de 2017      | 351 500      | 7,6%      | 3,7%      |
| Amélia, no seu desespero para reencontrar Tiago, recorre a sessões de espiritismo. Mas tudo o que consegue saber, é que um misterioso mágico se vai cruzar na sua vida.Salvador convoca a patrulha para mais uma missão. Há fortes suspeitas que um agente do Ministério, a trabalhar no ano de 1924, está prestes a oferecer os seus serviços ao FBI. Esse agente, Joaquim de Sena, é conhecido por uma particularidade difícil de acreditar: possui visão de raio x. Amélia e Afonso têm que investigar o caso e, se as suspeitas forem verdadeiras, impedir a traição. Pacino é impedido de ir na missão, pois o agente Joaquim conhece-o, já que lhe deu treino aquando da sua entrada para o Ministério do Tempo. Mais uma vez, Amélia e Afonso recebem o reforço de Camões.Amélia, Camões e Afonso partem para Lisboa, no ano de 1924. Vão assistir a uma sessão de espiritismo organizada pelo pai de Joaquim, Adolfo. Ao chegarem ao local da sessão, deparam-se com uma charlatã. Camões, usando todo o seu lado teatral, põe a descoberto toda a verdade sobre a falsa vidente e assim ganhar a confiança de Joaquim e Adolfo. Em conversa, Joaquim revela que está de partida para Nova Iorque. Vai encontrar-se com o grande Houdini. Amélia, arguta, diz que eles também estão de partida para a grande metrópole.A patrulha regressa ao Ministério do Tempo, e a 2016, para preparar a viagem aos Estados Unidos. Quando estão a regressar às portas do Tempo, Amélia sofre um pequeno acidente que a impede de ir na missão. Afonso e Camões não têm outro remédio se não ir sozinhos.Ao chegarem a Nova Iorque, Camões instala-se no mesmo hotel de Joaquim. O objetivo é vigiá-lo de perto. Afonso fica encarregue da segurança e da logística. Afonso e Camões estão tão concentrados em Joaquim que não reparam que Mafalda Torres está em Nova Iorque. Acompanhada pelos membros mais perigosos da Companhia: Ferguson e Bennet. O objetivo da Companhia é simples. Impedir, a todo o custo, que o FBI saiba da possibilidade de viajar no tempo. Joaquim encontra-se em segredo com J. Edgar Houver, num bar clandestino. Ou pelo menos assim o pensa pois, quando menos espera, Camões surpreende-o. Joaquim, confiando em Camões e nos poderes mágicos que este alega ter, conta o seu plano. Quer revelar ao FBI a existência das portas do tempo. Camões e Afonso sabem que têm que impedir Joaquim de trair o Ministério do Tempo. Planeiam raptá-lo. Mas a Companhia tem outros planos. Sem o saberem, Afonso e Camões têm a sua vida nas mãos daquela que pensam ser a sua maior inimiga: Mafalda Torres. |    |                              |                         |              |           |           |
| 15 | 15 | "Tempo de Valentes"          | 10 de abril de 2017     | 399 000      | 8,4%      | 4,2%      |
| Timor. 6 de setembro de 1975. As tropas indonésias lançam os seus primeiros ataques ao território de Timor. Por todo o lado repetem-se escaramuças entre os invasores e os guerrilheiros da Fretilin. Os mortos e feridos amontoam-se. Um enfermeiro branco é ferido e quase morre ao tentar salvar um guerrilheiro. É Tiago.Em 2016, o Ministério do Tempo prepara-se para uma das suas mais difíceis missões de sempre: uma auditoria externa. Amélia é encarregue de pesadas e chatas tarefas burocráticas. Pacino e Afonso recebem uma missão mais interessante: inventariar algumas das portas do tempo das quais ainda não se conhece o destino.Em 1975, Tiago está num hospital de campanha. Está ferido. À sua volta vê companheiros e amigos a morrer. Uns atrás dos outros.Afonso vai a caminho de casa quando se depara com uma manifestação. Ao olhar para a líder dos protestos, tem o choque da sua vida. Não quer acreditar, mas a mulher que empenha o megafone é igualzinha à sua mulher, Elena, que ele foi obrigado a abandonar no séc. XVI. Quando a polícia chega para desbaratar a manifestação e prende Elena, Afonso não resiste e intervém da única maneira que sabe: distribuindo bofetadas aos agentes da lei. Como consequência, é preso.Amélia espera e desespera por Tiago... E agora também Afonso desapareceu. Sente que apenas tem Pacino. Este continua de volta dela. Cada vez mais interessado na bela chefe de patrulha.Em Timor, Tiago começa a recuperar dos ferimentos. Já consegue realizar as suas tarefas de enfermeiro. Mas a situação que o seu grupo de guerrilheiros vive é cada vez mais desesperada. Cheio de saudades, Tiago tenta telefonar a Amélia......que não atende, pois está a jantar com Pacino. No dia seguinte, Amélia vê a chamada não atendida. Quando liga de volta, recebe um estranho aviso: "O número que ligou está fora de território nacional". Intrigada, Amélia conta o que se está a passar a Irene.Salvador dá uma descompostura a Afonso. Não admite que um dos seus agentes se envolva em lutas com a autoridade e acabe por ser detido. Amélia e Pacino tentam defender o amigo, mas Salvador mostra-se implacável. O castigo vai ser severo. Manda Amélia e Pacino embora......e revela a Afonso a verdadeira razão do "castigo". Irene conseguiu localizar Afonso. Está em Timor, em plena invasão indonésia. Afonso recebe a missão de ir salvar o amigo.Timor, 1975. A situação é desesperada. Do grupo inicial são poucos os sobreviventes. E os mantimentos escasseiam. Tiago está resolvido a morrer com os seus companheiros de luta. Amélia sente-se vulnerável e abandonada. Acaba por se apoiar em Pacino. Este, sentindo-se muito atraído pela jovem, não resiste a beijá-la novamente. E desta vez Amélia corresponde.Em 1975, Afonso consegue convencer Tiago a voltar... Isto, se conseguirem sair de Timor com vida. |    |                              |                         |              |           |           |
| 16 | 16 | "Tempo do Sorriso"           | 17 de abril de 2017     | 399 000      | 8,5%      | 4,2%      |
| Salvador está furioso. O maior segredo da humanidade acabou de ser revelado. Um segredo que apenas uns poucos escolhidos no Ministério do Tempo conheciam: o motivo do sorriso da Mona Lisa, o famoso quadro de Leonardo Da Vinci. E para piorar as coisas, é fim de semana. A maior parte dos funcionários do Ministério do Tempo está de folga. Incluindo Amélia, Tiago e Afonso. Sem outra alternativa, Salvador manda Irene e Nuno Gonçalves para investigar o que se passa no Paço da Ribeira, a 30 de outubro de 1755, dois dias antes do terramoto que destruiu Lisboa. Nuno Gonçalves entusiasma-se com a missão. Afinal, grande parte da sua obra está no Paço da Ribeira. Nuno Gonçalves vê nesta missão uma hipótese de o salvar e acabar, de uma por todas, com as dúvidas que há no século XXI sobre a sua existência. Salvador e Irene proíbem-no terminantemente de salvar um quadro que seja. Ao chegarem a 1755, Nuno Gonçalves e Irene apresentam-se à Rainha D. Mariana como um casal recém-chegado do Brasil, com interesse em adquirir um título nobiliárquico. Para que tal aconteça, querem presentear o rei com obras perdidas do famoso pintor, Nuno Gonçalves. D. Mariana, agradada com as oferendas, convida-os a dormir no Paço da Ribeira. Nessa noite, Irene e Nuno Gonçalves investigam os corredores do Paço da Ribeira. De repente, um gás soporífero é lançado. Irene e Nuno Gonçalves adormecem profundamente... e acordam, na manhã seguinte, sem saberem o que se passou. Depois de um rápido exame às obras de arte expostas no Paço da Ribeira, percebem que alguém trocou os originais por falsificações baratas. Estão perante o roubo perfeito. Como o Paço da Ribeira vai ser destruído dentro de dois dias, nunca ninguém vai saber do roubo.Irene pede reforços a Salvador. Este tenta convocar Amélia, Afonso e Tiago. Mas a patrulha está indisponível. Amélia tem um casamento de uma prima. Tiago quer arranjar casa nova e Afonso tem planos com Cristina. Sem outro remédio, Salvador convoca Camões. Este não podia estar mais feliz por partir em mais uma missão. Camões chega a 1755. Nessa noite, ele e Amélia, já munidos de máscaras antigás, patrulham os corredores do Paço da Ribeira. Descobrem que os assaltantes são operacionais da Companhia. E a liderá-los estão, nem mais nem menos, do que Mafalda Torres e Bennet.Camões consegue capturar Bennet mas este não se rende com vida. Mafalda Torres consegue escapar... apenas para aparecer no gabinete de Salvador. Com uma proposta que o Secretário-geral do Ministério nunca esperou ouvir. |    |                              |                         |              |           |           |
| 17 | 17 | "Tempo de Milagres"          | 24 de abril de 2017     | 380 000      | 8,4%      | 4%        |
| 1317. O rei D. Dinis e Lopo, um dos seus nobres, passeiam-se a cavalo enquanto conversam sobre as virtudes da plantação de um grande pinhal em Leiria. Vão-se aproximando do Sabugal, onde a Rainha Santa se passeia nas ruas. Condoída com a miséria a que assiste, a rainha distribuí pão e ouro pelos pobres, mesmo sabendo que D. Dinis se opõe a esta prática. D. Dinis e Lopo encontram a rainha Santa Isabel ainda na rua. D. Dinis, desconfiado, faz a famosa pergunta: O que levais no regaço senhora? E a Rainha Santa responde: Nada! De alguma forma, o Milagre das Rosas não aconteceu! 1894. Amélia é informada por Olinda da visita de Henriqueta. Esta, em lágrimas, confessa a Amélia que descobriu a existência do Ministério. Em desespero, visitou a Rainha Santa e pediu-lhe oferendas. A Rainha, condoída pela história de miséria que Henriqueta inventou, deu-lhe todo o pão e ouro que tinha consigo. Por sua culpa, o regaço da Rainha estava vazio e não houve milagre das Rosas. Aflita, Amélia leva Henriqueta para o Ministério, em 2016. No gabinete de Salvador, este, Ernesto, Irene, Tiago e Afonso ouvem o relato de Henriqueta e de Amélia. Por causa desta bela asneira, o Milagre das Rosas nunca existiu. Salvador ordena à patrulha que resolvam o assunto. Manda chamar Camões para lhe ordenar que compre uma dúzia de rosas. O mais depressa possível. A patrulha segue para o Sabugal. Sabem que, para além das dificuldades normais de uma missão, têm que ter cuidado com a peste negra, que no ano de 1317 fustigava o reino. Entretanto, Irene recolhe assinaturas no Ministério. Estamos na véspera da final do Campeonato da Europa de Futebol de 2016. E o plano que Irene está a pôr em prática parece ter alguma coisa a ver com o jogo entre França e Portugal. Desesperado, Camões não consegue encontrar rosas em lado nenhum. Sem outra alternativa, percebe que tem que viajar para muito longe e rapidamente. Camões marcha confiante, ignorando as desvantagens de alguns meios de transporte do século XXI. No Sabugal o tempo urge. D. Dinis está prestes a partir para Leiria. Afonso tem que usar um expediente pouco habitual nele para convencer o monarca a ficar mais uns dias... Irene envolve Maria dos Prazeres na misteriosa conspiração. Agora só falta convencer Salvador a satisfazer o pedido, que já foi assinado por todos os funcionários do Ministério do Tempo. Camões consegue as rosas e entrega-as à patrulha. Amélia e Tiago, no último momento, arranjam maneira para que o Milagre das Rosas se realize, preservando a história enquanto Salvador, ao saber da "conspiração", acaba por ceder, sabendo no seu íntimo que estará assim a corrigir uma terrível ironia da história. |    |                              |                         |              |           |           |
| 18 | 18 | "Tempo do Oculto"            | 1 de maio de 2017       | 361 000      | 7,5%      | 3,8%      |
| Em 2016 Salvador está calmamente a ler o jornal quando é interpelado por Fidelino, um teórico da conspiração, que avisa ter colocado um vídeo na internet a denunciar a existência do Ministério do Tempo. Salvador informa a patrulha de que o vídeo ultrapassou em muito o meio milhão de visionamentos. Numa tentativa de evitar medidas mais drásticas, Salvador resolve tentar eliminar as suspeitas de Fidelino. Para isso vão convida-lo para uma visita ao Ministério. A azáfama instala-se no Ministério. Todos tentam dar-lhe um tom cinzento, fazendo com que fique o mais parecido com os outros Ministérios possível. As roupas tornam-se antiquadas, as salas enchem-se de computadores, as pessoas não se podem rir. O acesso à plataforma para as portas do tempo é fechado. Fidelino aparece, na companhia da sua filha, Sónia. Salvador leva-o numa visita guiada. Sónia grava tudo o que se passa. Fidelino começa a acreditar que está num Ministério perfeitamente banal... Até que, por um azar do destino, Fidelino descobre a prova da existência do Ministério. Apontando uma arma a Salvador, obriga-o a mostrar-lhe o caminho até às portas do Tempo. Salvador vê-se forçado a obedecer. Já no corredor das portas, Fidelino agride Salvador e entra por uma porta que o leva a Silves, no ano de 1497. Pasmados, Fidelino e Sónia rapidamente dão de caras com Vasco da Gama, que está a caminho de Lisboa para embarcar na sua viagem até à Índia. A patrulha, sem saber ao certo por que porta passou Fidelino, começa a sua busca. É durante essa missão, quando estão no ano de 1997, que descobrem uma nota de cinco mil escudos... onde aparece a figura de Fidelino, e não a de Vasco da Gama. De alguma forma, o teórico da conspiração tomou o lugar do navegador na história de Portugal. Amélia, Tiago e Afonso partem de imediato para 1497, para capturar Fidelino. Mas ao chegarem vão perceber que estão no meio de uma perigosa intriga internacional, que visa impedir Vasco da Gama de embarcar rumo à Índia. |    |                              |                         |              |           |           |
| 19 | 19 | "Até Que o Tempo os Separe"  | 15 de maio de 2017      | 332 500      | 7,3%      | 3,5%      |
| Em 2016, Cristina e Afonso preparam-se para um fim de semana romântico em Palmela. Em 1212, Sancho, um pobre pastor, e Constança, a noiva de um nobre, trocam juras de amor eterno. Clemente, o nobre, apanha-os. E sem piedade, mata Sancho. Poupa a vida a Constança, a quem obriga a casar-se com ele. 2016, Afonso sente-se perdido com Cristina. Os seus modos medievais tornam-se cada vez mais difíceis de esconder. Em desespero, pede a Amélia, Tiago e Irene que se juntem a eles. 1212. Constança é obrigada a casar-se com Clemente. Mas está decidida a não passar a noite de núpcias com o seu marido. Desesperada, foge. Em 2016, Tiago, Amélia e Irene chegam ao hotel onde Afonso e Cristina estão hospedados. Cristina mostra-se feliz por conhecer amigos de Afonso. E este sente-se aliviado por ter ali aliados. Em 1212, Constança foge para as masmorras do castelo. Ao encostar-se a uma parede, esta abre-se, revelando uma passagem secreta que dá diretamente para 2016. Sem se aperceberem do que se passa, Afonso, Cristina e Irene preparam-se para assistir a uma peça de teatro. Tiago e Amélia estão sozinhos. Quando parece que finalmente as suas diferenças estão postas de lado, e nada os vai impedir de dar o tão ansiado beijo, Amélia vê Constança em cima da torre do Castelo, preparando-se para se suicidar. Entretanto, Clemente descobre a porta do tempo utilizada por Constança. Determinado a recuperar a sua noiva, atravessa-a. Enquanto Amélia e Tiago impedem o suicídio de Constança... Clemente e os seus homens são confundidos pelos atores da peça. Os hóspedes do hotel julgam estar a assistir a uma representação. Mas Afonso e Irene não se deixam enganar. E quando Clemente ameaça levar Cristina para o seu tempo, para que se torne na mulher dele, Afonso sabe que tem que intervir... Mesmo que revele mais a Cristina sobre si mesmo do que gostaria. |    |                              |                         |              |           |           |
| 20 | 20 | "Mudança de Tempo - Parte 1" | 22 de maio de 2017      | 427 500      | 9,1%      | 4,5%      |
| Em 1588 a Armada Invencível de Filipe I de Portugal afunda-se ao largo de Inglaterra. Quando o rei fica a saber da derrota, sente-se desesperado. Não aceitando a derrota, Filipe I parte para Lisboa, onde está localizado o "seu" Ministério do Tempo. Em 2016, Cristina termina a sua relação com Afonso... E Amélia parece querer falar com Tiago mas não consegue reunir coragem para tal. Em 1588, Zarco, o secretário geral do Ministério do Tempo dessa época, recusa-se a ajudar Filipe I a mudar a história. Irado, o monarca manda-o torturar. Em 2016 é recebido um alerta. No ano de 1481 prepara-se uma emboscada a Cristóvão Colombo, que nessa época vive no Porto Santo. Salvador envia a patrulha... Que ao chegar às praias da ilha está mais desunida do que nunca. É com dificuldade que Amélia consegue que se concentrem na missão e partem em busca de Cristóvão Colombo. Em 2016, Salvador é alertado para o desaparecimento de Zarco. Algo de muito perigoso se passa em 1588. Sem mais agentes disponíveis, envia Camões e Pessoa, para que tentem descobrir o que se passa. Em 1481, Amélia, Afonso e Tiago descobrem Colombo, que foi raptado por piratas mouros. Mal chegam a 1588, Camões e Pessoa são capturados pelos soldados de Filipe I, que os manda torturar. Tiago e Afonso conseguem salvar Colombo, mas no meio da confusão quem desapareceu foi Amélia. Filipe I invade o Ministério do Tempo e o ano de 2016. Está decidido a mudar a história. Salvador tenta convencer Filipe I do grande erro que está a cometer. O rei, não gostando de ser contrariado, mata Salvador e toma posse do Ministério do Tempo de 2016. Afonso e Tiago salvam Amélia e voltam para casa, sem saberem que os aguarda a maior surpresa das suas vidas. |    |                              |                         |              |           |           |
| 21 | 21 | "Mudança de Tempo - Parte 2" | 29 de maio de 2017      | 437 500      | 9,3%      | 4,6%      |
| 2016. Em choque, Amélia, Tiago e Afonso estão perante uma realidade completamente diferente da que conheciam. Todos os que conhecem estão muito diferentes... E de Salvador nem sinal. Portugal faz parte de Espanha, Afonso e Tiago fazem propaganda pelo exercito, Afonso vai ser pai e Mariana está viva! Tiago vai ter com Mariana. Afonso com a sua mulher. Amélia fica encarregue de tentar perceber o que se passa. Afonso, ao chegar a casa, encontra a sua mulher grávida, mas também muito diferente. Tiago reencontra Mariana e rapidamente descobre que ela, nesta realidade, é uma mulher infeliz. Muito diferente da Mariana que Tiago conheceu. Amélia consegue descobrir o momento em que Filipe mudou a história... E ao mesmo tempo sabe que os seus pais foram queimados na fogueira, devido a acusações de bruxaria. Afonso e Tiago, aterrados, descobrem que são uns monstros nesta nova realidade... E que as suas mulheres têm medo deles. Mesmo assim, Afonso vai ser pai. E Tiago tem que ajudar Mariana. Por isso, é com mágoa mas sem surpresa, que Amélia percebe que nenhum dos seus amigos quer voltar a corrigir a história. Amélia resolve agir sozinha. Vai ter com Filipe I. Diz que sabe qual foi a alteração da história que fez. Filipe I, exigindo saber quem são os seus cúmplices, manda-a torturar. Afonso e Tiago são informados do horrível destino de Amélia e resolvem, finalmente, intervir. Mas ao chegarem ao Ministério, vão deparar-se com uma terrível confusão. Irene é morta à frente deles. E pouco depois Filipe assassina Amélia diante dos seus olhos. Depois, durante uma desesperada batalha, também Afonso, Ernesto, Maria dos Prazeres, Camões e Pessoa sucumbem às mãos de Filipe I. Apenas Tiago se salva. E sozinho terá que descobrir uma maneira de corrigir a história e, espera ele, salvar os seus amigos. |    |                              |                         |              |           |           |